# Iekaterina Ievdokimova
Iekaterina Pavlovna Ievdokimova (en russe : Екатерина Павловна Евдокимова) (née Makartchouk le 10 septembre 1994 à Alapaïevsk) est une joueuse de volley-ball russe. Elle mesure 1,90 m et joue au poste de centrale. 

## Clubs
| Club                     | De        | À         |
| ------------------------ | --------- | --------- |
| Ouralotchka NTMK-2       | 2008-2009 | 2012-2013 |
| Ouralotchka NTMK         | 2013-2014 | 2019-2020 |
| VK Lokomotiv Kaliningrad | 2020-2021 | …         |

## Palmarès
- Challenge Cup
  - Finaliste : 2015.
- Championnat de Russie
  - Finaliste : 2016.
- Supercoupe de Russie
  - Finaliste : 2020.